# Bruno Meneghel
Bruno Reboli Meneghel hay đơn giản Bruno Meneghel (sinh ngày 3 tháng 6 năm 1987 ở Vitória, Espírito Santo.), là một tiền đạo bóng đá người Brasil. thi đấu cho Albirex Niigata.

## Sự nghiệp
Bruno Meneghel bắt đầu sự nghiệp ở đội trẻ Vasco và được đẩy lên đội một năm 2005.
Trước khi gia nhập Bahia ngày 7 tháng 5 năm 2008, anh thi đấu cho Brésciahi 8 bàn thắng trong 9 trận ở Campeonato Carioca Second Level. Anh gia nhập Resende ngày 29 tháng 12 năm 2008 cho mùa giải 2009. Goiás ký hợp đồng với tiền đạo này từ Resende vào ngày 15 tháng 4 năm 2009.